# Hendrik van Wel

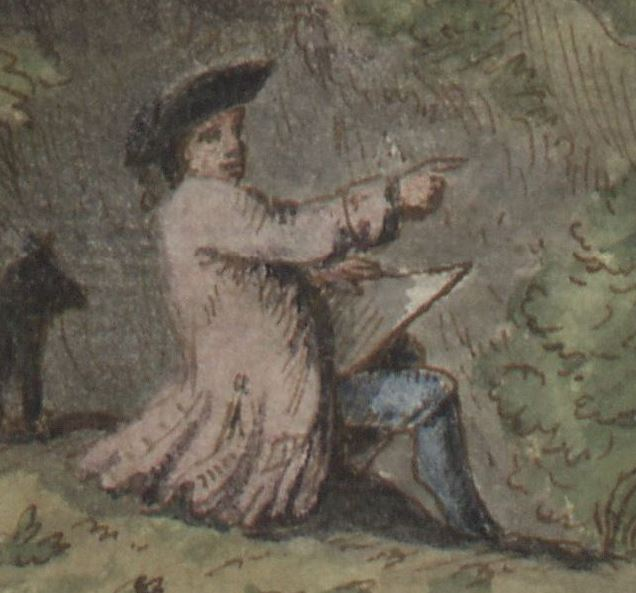
Zelfportret op de eerste tekening van de 46 gezichten (detail)

Hendrik van Wel (fl. 1690-1730) was een Zuid-Nederlands tekenaar, landmeter en cartograaf. Van zijn hand is een album met 46 landschapsgezichten op steden en dorpen in de Nederlanden, bewaard in de Koninklijke Bibliotheek van België. Over zijn leven is nauwelijks iets bekend.

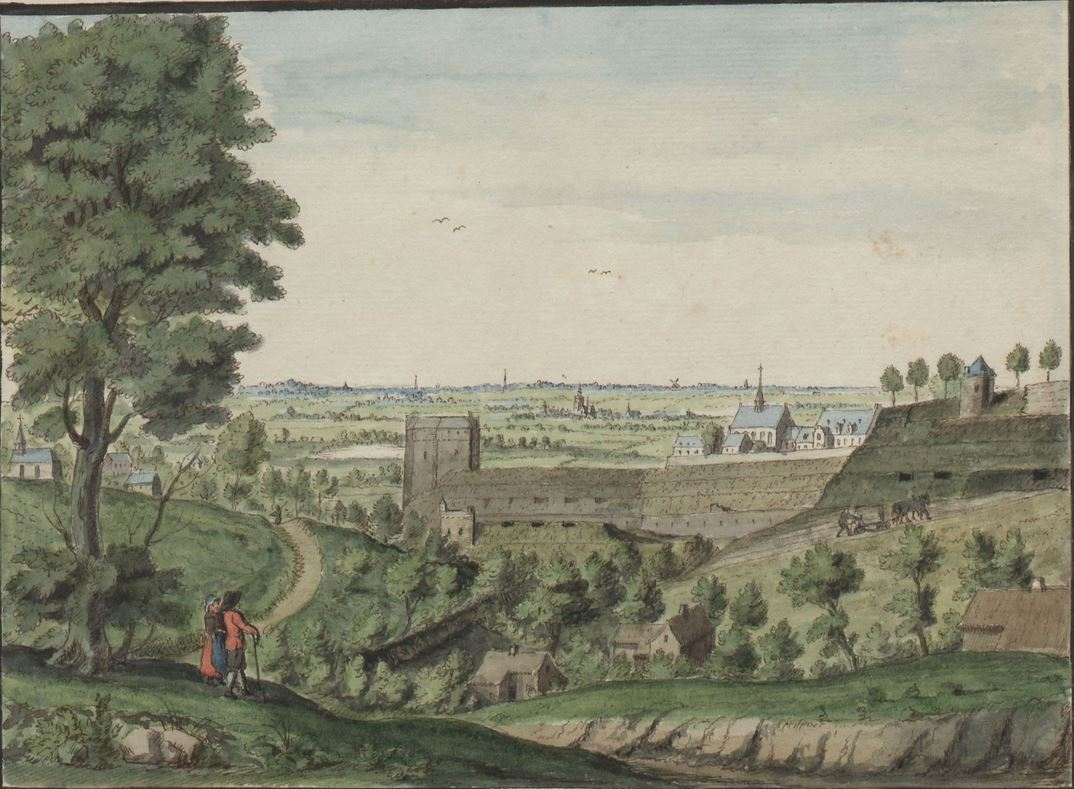
Hallepoort (Brussel)
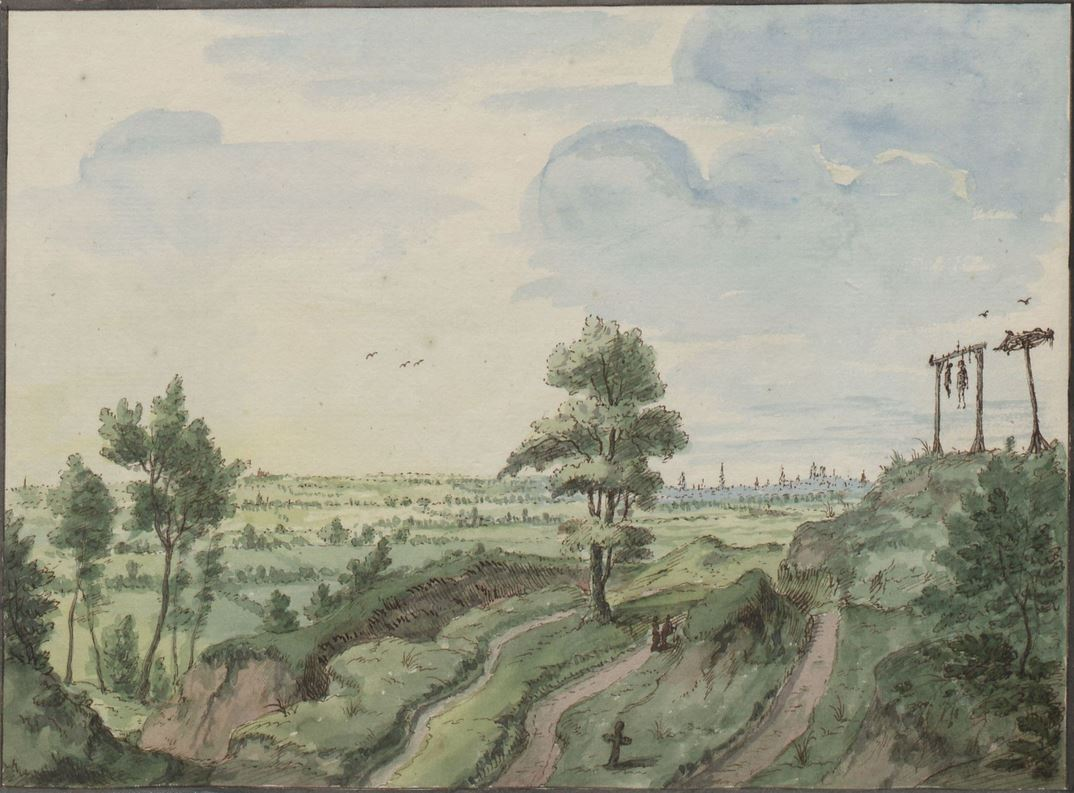
Galgenveld Dry torekens (Vorst)
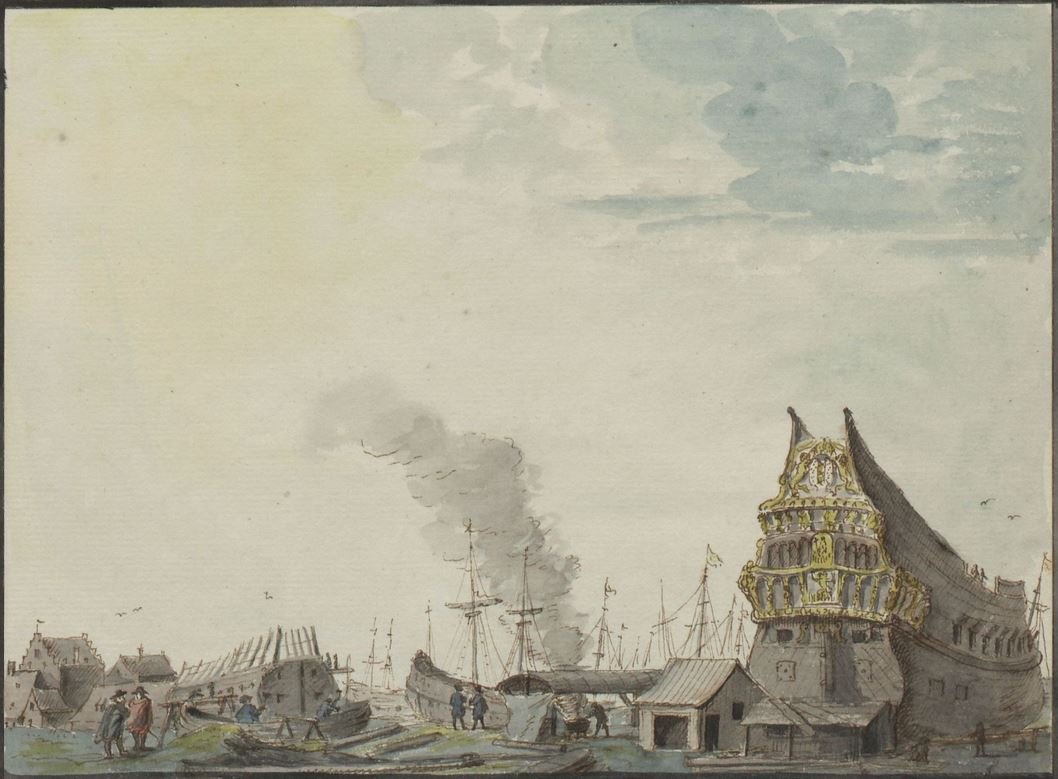
Scheepswerf in Amsterdam
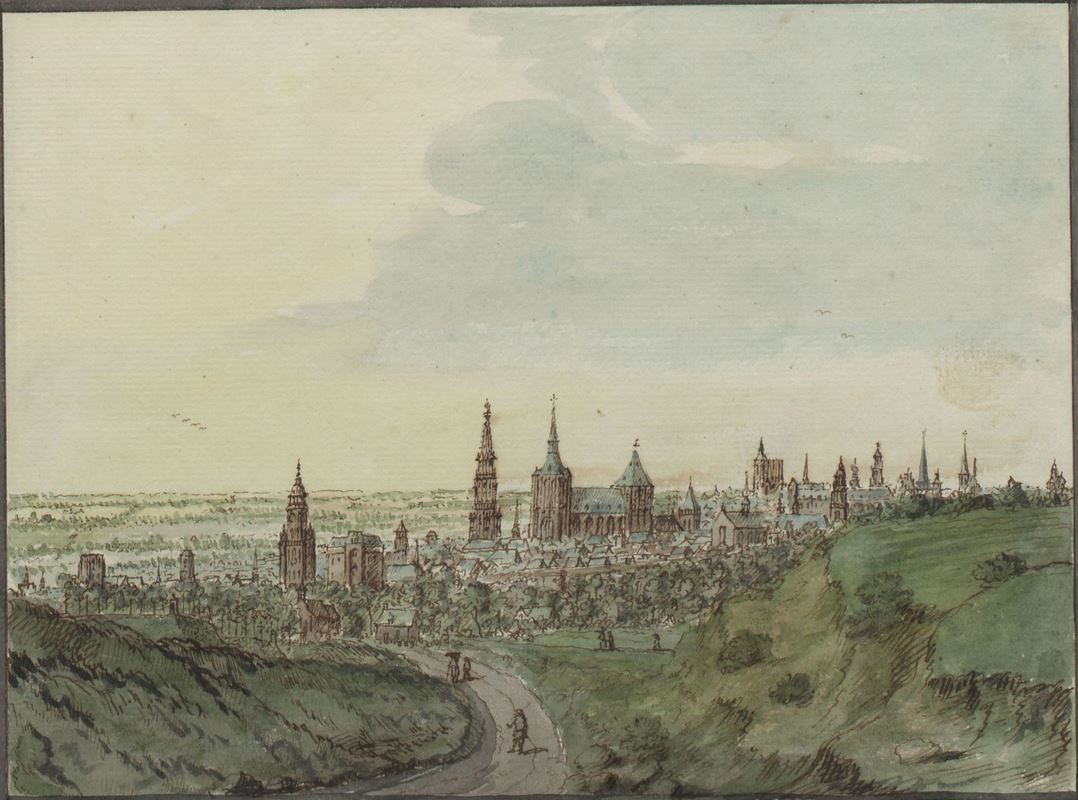
Brussel van buiten de Hallepoort